# Ryu Hye-young
Ryu Hye-young (hangeul : 류혜영), née le 28 mars 1991 à Séoul, est une actrice sud-coréenne,. Elle joué dans des séries télévisées telles que Reply 1988 (2015-2016) et Law School (2021).

## Filmographie sélective

### Cinéma
- 2013 : Kim Young-sun dans Saibi de Yeon Sang-ho
- 2017 : Im Min-seon dans Citoyen spécial de Park In-je

### Séries
- 2015–2016 : Seong Bo-ra dans Reply 1988
- 2018–2019 : Shim Eun-ju dans Dear My Room
- 2021 : Kang Sol A dans Law School
- 2023 : Baek Hanna dans Adults & Kids